# 鲍里斯·约翰逊是个混蛋
《鲍里斯·约翰逊是个混蛋》（英語：Boris Johnson Is a Fucking Cunt）是英国一首朋克摇滚风格的讽刺单曲，由昆特创作并演唱；昆特是由黑色幽默乐队昆特与黑帮所创建。这首歌曲针对的对象是英国首相鲍里斯·约翰逊，整首歌的歌词都由“鲍里斯·约翰逊是个混蛋（Boris Johnson Is a Fucking Cunt）”组成。
这首歌最初是伴随昆特的2020年专辑《昆特朋克甩你一脸（Kunts Punk in Your Face）》一并发行，后又单独以单曲形式发行。之所以单独发行是因为昆特希望这首歌曲能够在英国拿下圣诞节歌曲排行的第一名。而最后的结果是，尽管这首单曲缺乏主流媒体的报道，但依旧拿下了第五名的成绩。例如：英国广播公司就曾经拒绝报道这首歌及其演唱者，理由是歌曲和歌手名都含有不雅词汇。
2021年11月，昆特宣布发行这首歌曲的续集《鲍里斯·约翰逊依然是个混蛋（Boris Johnson Is STILL a Fucking Cunt）》；并继续寻求在圣诞季歌曲排行上拿到冠军位置。

## 单曲简介
《鲍里斯·约翰逊是个混蛋》最初是作为昆特录音室专辑《昆特朋克甩你一脸（Kunts Punk in Your Face）》的所属歌曲，该专辑于2020年7月发行。 2020年12与20日，昆特宣布将这首歌曲以单曲形式再度发行，目的是让这首歌曲成为当年圣诞单曲排行榜的冠军单曲。他呼吁他的歌迷在2020年12月18日至24日期间购买和点播这首歌曲，以确保这首歌曲在排行榜上获得更高的排名。